# Šturec (dopływ Starohorskiego potoku)
Šturec – potok, prawy dopływ Starohorskiego potoku na Słowacji. Jest ciekiem V rzędu.
Potok wypływa na wysokości około 1110 m w leju źródliskowym na południowych stokach bezimiennego szczytu 1180 m pomiędzy Motyčską hoľą (1292 m), a przełęczą Veľký Šturec (1010 m) w Wielkiej Fatrze. Ma 3 prawostronne dopływy, jeden z nich to Biely potok. Uchodzi do Starohorskiego potoku w miejscowości Motyčky na wysokości około 650 m. 
Cała zlewnia potoku Šturec znajduje się w porośniętych lasem obszarach Wielkiej Fatry, w obrębie strefy ochronnej Parku Narodowego Niżne Tatry (dawniej ten rejon zaliczany był do Niżnych Tatr.